# Aleksander Wielhorski
Aleksander Wielhorski (ur. 26 grudnia 1889 w Złobyczach, zm. 19 września 1952 w Białymstoku) – polski kompozytor, pianista i pedagog muzyczny.

## Życiorys
Brat Władysława Wielhorskiego. Ukończył gimnazjum i szkołę muzyczną w Żytomierzu, następnie podjął studia prawnicze na Uniwersytecie Kijowskim. W latach 1911–1913 studiował w Konserwatorium Moskiewskim u Konstantina Igumnowa (fortepian) i Siergieja Taniejewa (kompozycja). W latach 1913–1914 występował jako pianista w Londynie i Paryżu. W 1914 roku wyjechał do Stanów Zjednoczonych, gdzie kontynuował studia muzyczne pod kierunkiem Józefa Hofmanna. Od 1915 do 1918 roku uczył gry na fortepianie w szkole muzyczno-dramatycznej w Kijowie. W czasie I wojny światowej był członkiem zarządu Związku Wojskowych Polaków i koncertował na rzecz pomocy ofiarom wojny w Kijowie, Żytomierzu i Winnicy. W 1919 roku został wykładowcą Wyższej Szkoły Muzycznej im. Fryderyka Chopina w Warszawie. Był współorganizatorem Konserwatorium Muzycznego Pomorskiego Towarzystwa Muzycznego w Toruniu, w którym w 1922 roku prowadził także klasę fortepianu. Od 1929 do 1939 roku był profesorem Konserwatorium Warszawskiego. W dwudziestoleciu międzywojennym występował jako pianista w Polsce i w krajach europejskich. W czasie II wojny światowej wykładał w Staatliche Musikschule in Warschau, jednocześnie udzielał prywatnie lekcji fortepianu i występował na tajnych koncertach. W 1945 roku został wykładowcą Państwowej Średniej Szkoły Muzycznej w Lublinie. W 1946 roku wyjechał na roczne tournée koncertowe do Stanów Zjednoczonych, w trakcie którego propagował muzykę polską i dokonał nagrań płytowych. Po powrocie do Polski podjął pracę wykładowcy w Państwowej Wyższej Szkole Muzycznej w Warszawie.
Publikował artykuły w czasopismach „Młoda Muzyka”, „Przegląd Muzyczny”, „Wiadomości Muzyczne”, „Rytm”, „Muzyka”. Był autorem prac o muzyce polskiej i ukraińskiej, m.in. Muzyka rusińska (Kijów 1913). Pod jego redakcją ukazała się praca Repertuar pedagogiczny na fortepian według 5 stopni trudności. Jego twórczość kompozytorska utrzymana jest w idiomie romantycznym, dominują w niej miniatury instrumentalne oraz pieśni do słów m.in. Kazimiery Iłłakowiczówny, Zygmunta Krasińskiego, Leopolda Staffa, Kazimierza Przerwy-Tetmajera i Kazimierza Wierzyńskiego.

## Ważniejsze kompozycje
(na podstawie materiałów źródłowych)

### Utwory orkiestrowe
- Ad astra na orkiestrę (1916, zaginiona)
- Elegia na orkiestrę (1917)
- Fantazja polska fortepian i orkiestrę (1922)
- Suita na orkiestrę smyczkową (1946)
- Mała suita na orkiestrę (1948)

### Utwory fortepianowe
- 2 morceaux (1908)
- 2 pièces (1908)
- Polka fantastyczna (1912, zaginiona)
- 2 tableaux (1921)
- Deuxième impromptu (1923)
- Andante (1946)
- Krakowiak (1950)

### Utwory wokalne
- 4 pieśni ludowe na chór a cappella (1928)

### Utwory wokalno-instrumentalne
- 2 pieśni na głos i fortepian (1917)
- Elegia pamięci bohaterów powstania warszawskiego na chór i orkiestrę (1947)